# Oxymycterus nasutus
Oxymycterus nasutus је врста глодара из породице хрчкова (лат. Cricetidae). 

## Распрострањење
Врста је присутна у Бразилу и Уругвају.

## Станиште
Врста Oxymycterus nasutus има станиште на копну.

## Угроженост
Ова врста није угрожена, и наведена је као последња брига јер има широко распрострањење.

### Популациони тренд
Популациони тренд је за ову врсту непознат.